# 6813 Amandahendrix
6813 Amandahendrix è un asteroide della fascia principale. Scoperto nel 1978, presenta un'orbita caratterizzata da un semiasse maggiore pari a 3,1321210 au e da un'eccentricità di 0,1113624, inclinata di 2,57895° rispetto all'eclittica.